# Chris Goulding
Christopher John Goulding (Launceston, 24 ottobre 1988) è un cestista anglo-australiano.

## Carriera
Nella notte del 21 febbraio 2016 trova un accordo con la società italiana Auxilium CUS Torino.
Con l'Australia ha disputato due edizioni dei Giochi olimpici (Rio de Janeiro 2016, Tokyo 2020), due dei Campionati mondiali (2014, 2019) e i Campionati oceaniani del 2015.

## Statistiche

### Eurocup
| Anno      | Squadra   | PG | PT | MP   | TC%  | 3P%  | TL%  | RP  | AP  | PRP | SP  | PP   |
| --------- | --------- | -- | -- | ---- | ---- | ---- | ---- | --- | --- | --- | --- | ---- |
| 2014-2015 | Saragozza | 16 | 7  | 24,5 | 40,1 | 34,5 | 89,1 | 2,6 | 1,5 | 0,8 | 0,2 | 11,5 |
| Carriera  | Carriera  | 16 | 7  | 24,5 | 40,1 | 34,5 | 89,1 | 2,6 | 1,5 | 0,8 | 0,2 | 11,5 |